# 奈良倉山
奈良倉山（ならくらやま）は、山梨県大月市と北都留郡小菅村の境にある標高 1,348.9m の山。

## 概要
大菩薩連嶺から東に続く尾根、牛ノ寝通りのほぼ中央にある。牛ノ寝通りは奈良倉山付近までが、南側が相模川水系、北側が多摩川水系の分水嶺となっている。山頂から富士山が望め、秀麗富嶽十二景にも選定されている。山頂にある二等三角点の点名は佐野峠となっている。

## 登山道
国道139号の松姫峠から入るのが最も登りやすい道で、頂上付近まで尾根筋に沿って林道が通じている。松姫峠には駐車スペースとトイレがある。松姫峠から山頂まで1時間。
また、小菅村営バス停のある鶴峠に登山口があり、ここまでは通年路線バスの便がある（鶴峠 (山梨県)#公共交通を参照）が、ここからの登り道は本格的な登山道になっている。なお、この峠からは三頭山への登山道に入ることもできる。

## 隣接する山
- 大マテイ山
- 鶴寝山
- 坪山